# Сатанівський млин

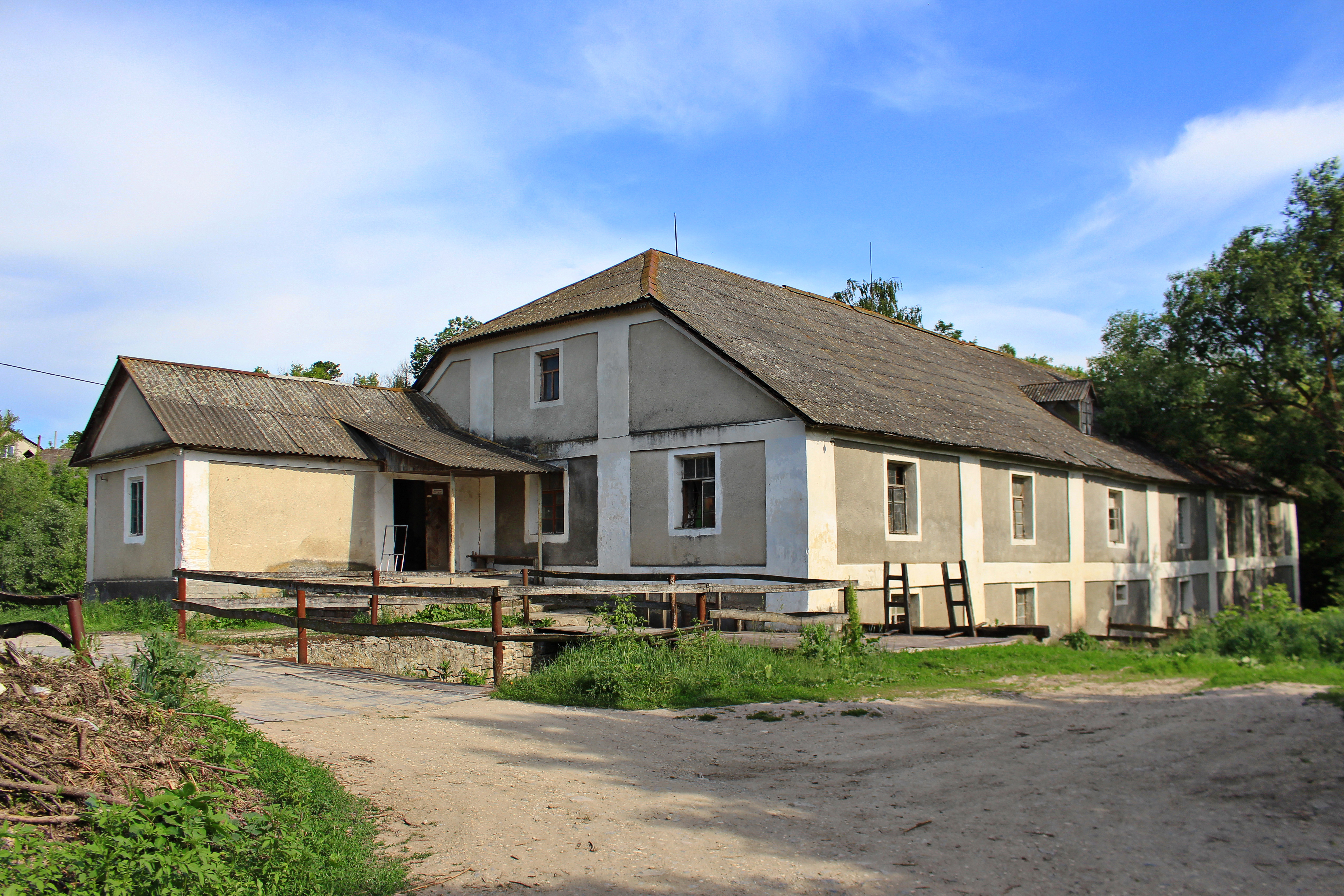
Сатанівський млин (травень 2018 року)

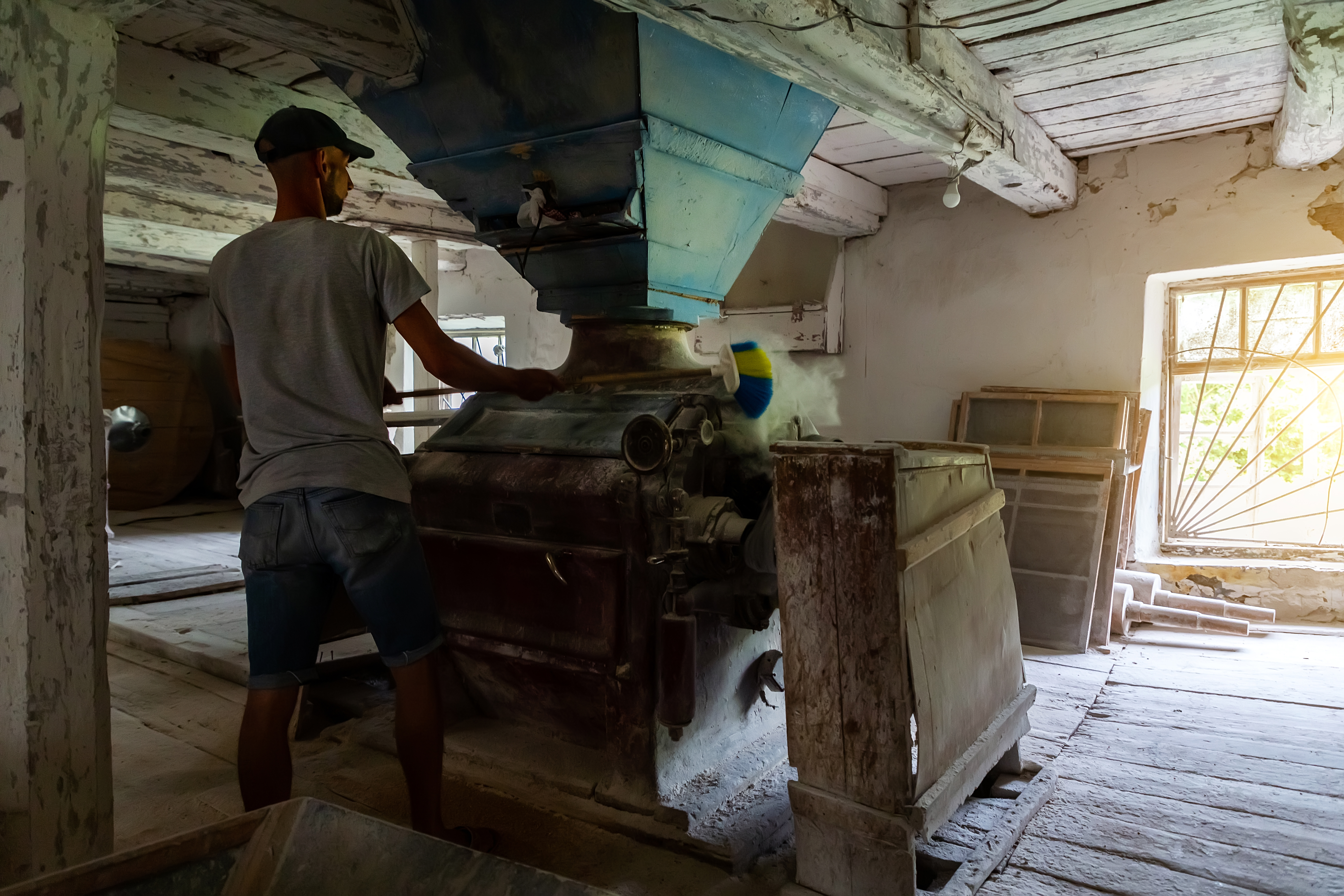
Мельник за роботою (серпень 2020 року)

Са́танівський млин — водяний млин XIX століття у містечку Сатанів, нині містечко Хмельницького району Хмельницької області. Пам'ятка архітектури місцевого значення на річці Збруч, наподалік від пам'ятки архітектури — «Міська брама».

## Відомості про млин
Станом на 2019 рік млин є діючим, більшість його устаткування працює: він меле зерно на борошно, манку та грис, молотить гречку тощо.
1987 року щорічник «Наука і культура. Україна» писав:
«Майже два століття крутить Збруч жорна млина в селі Сатанів Городоцького району на Хмельниччині. Млин цей знаменитий на всю округу, йдуть сюди валки із збіжжям з довколишніх сіл, навіть із сусідньої Тернопільської області. Та млин у селі Сатанів — не тільки млин. При потребі він стає невеличкою електростанцією — запасний генератор постачає електроенергією село і ферми спецгоспу «Дружба». Господарем на млині — мірошник Броніслав Йосипович Лісовик. Мірошником був його дід і батько, так що професія в нього родинна, з давніми традиціями».
Станом на 2019 рік млином володіє Ігор Новосилецький. За день млин може перемолоти до 2,5 т зерна. Місцеві жителі із всього Городоцького району їздять до млина молоти зерно на борошно.

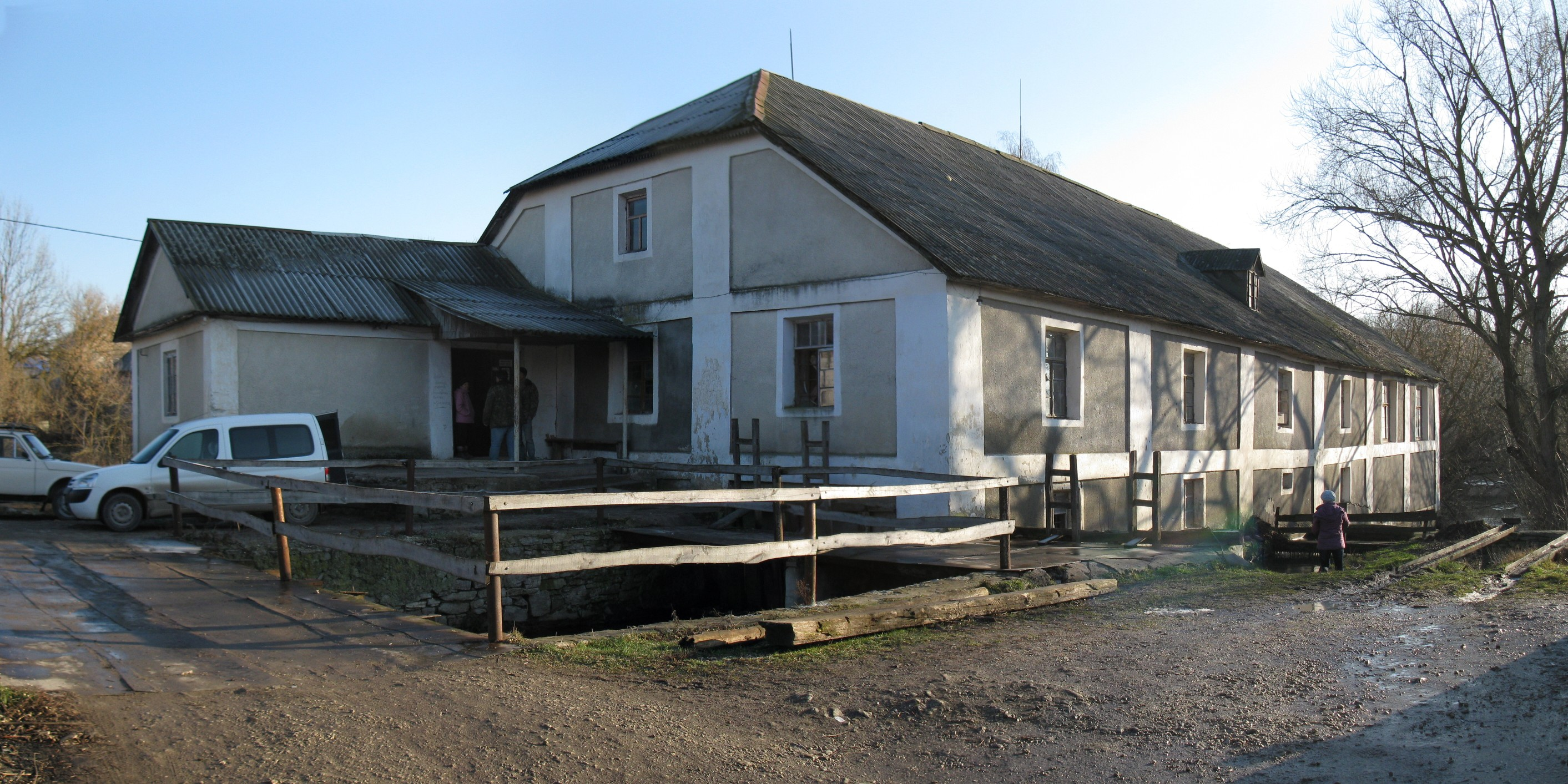
Вид на млин (грудень 2013 року)
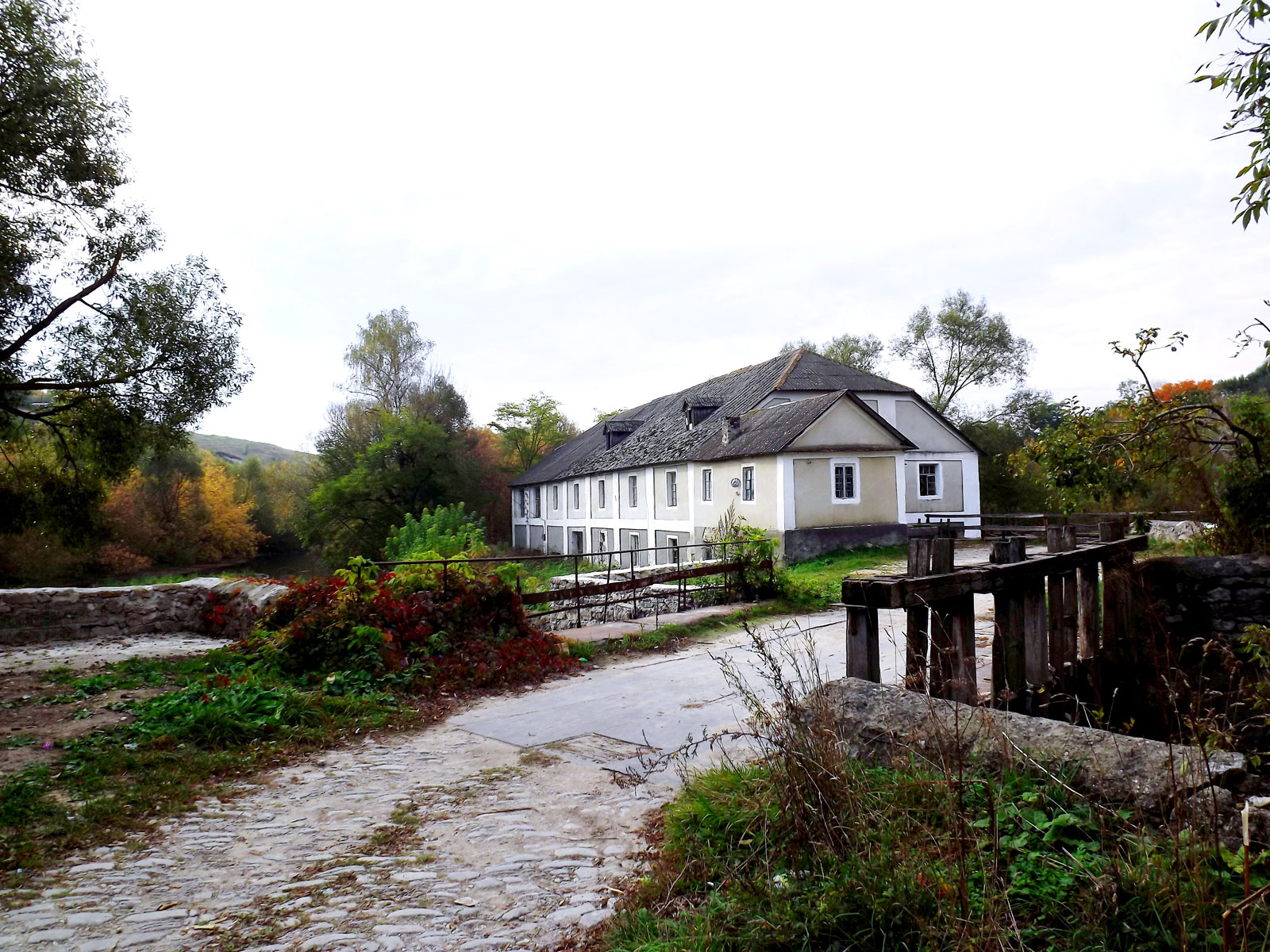
Вид на млин (жовтень 2014 року)
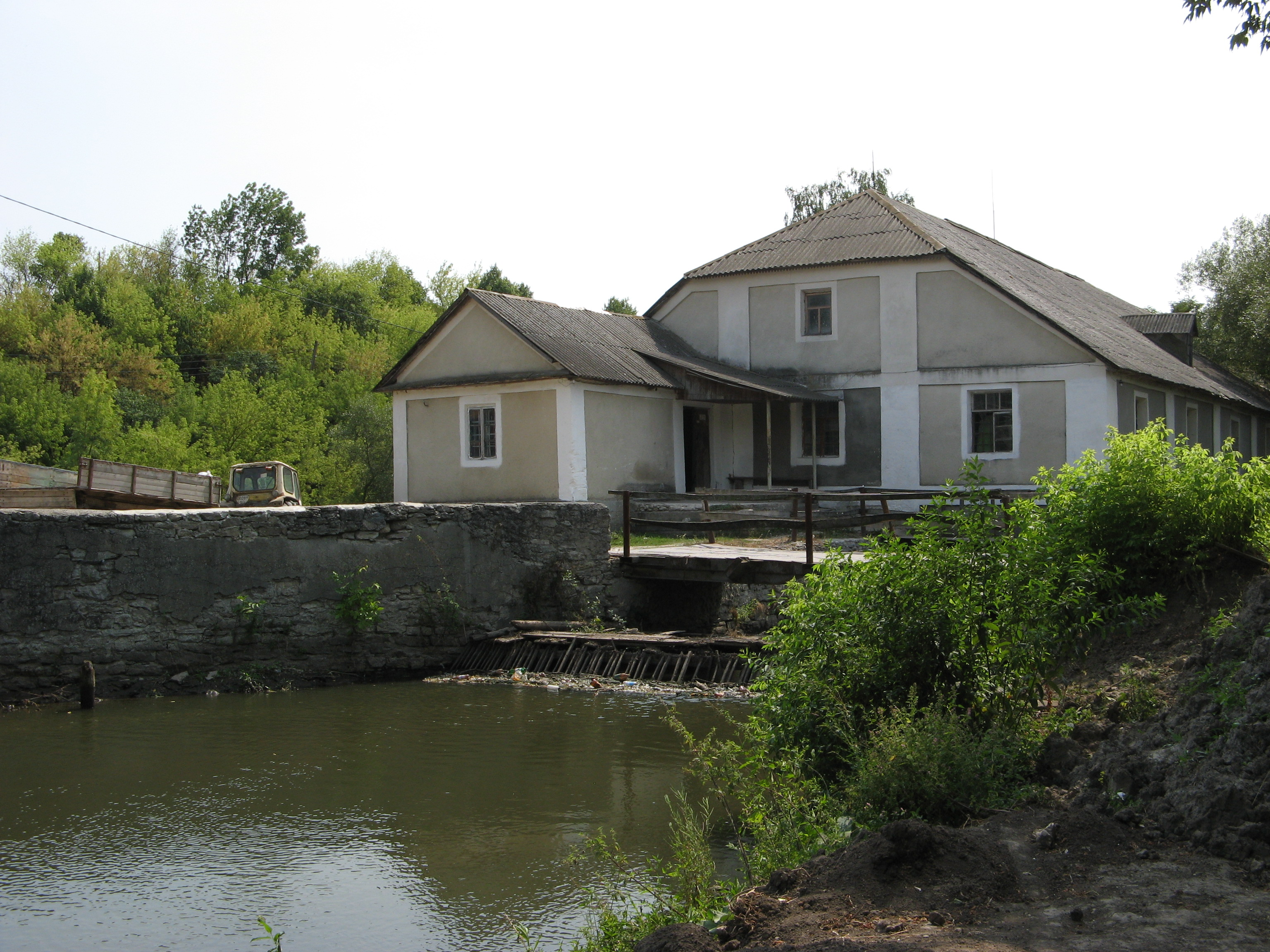
Млин із загатою (серпень 2015 року)
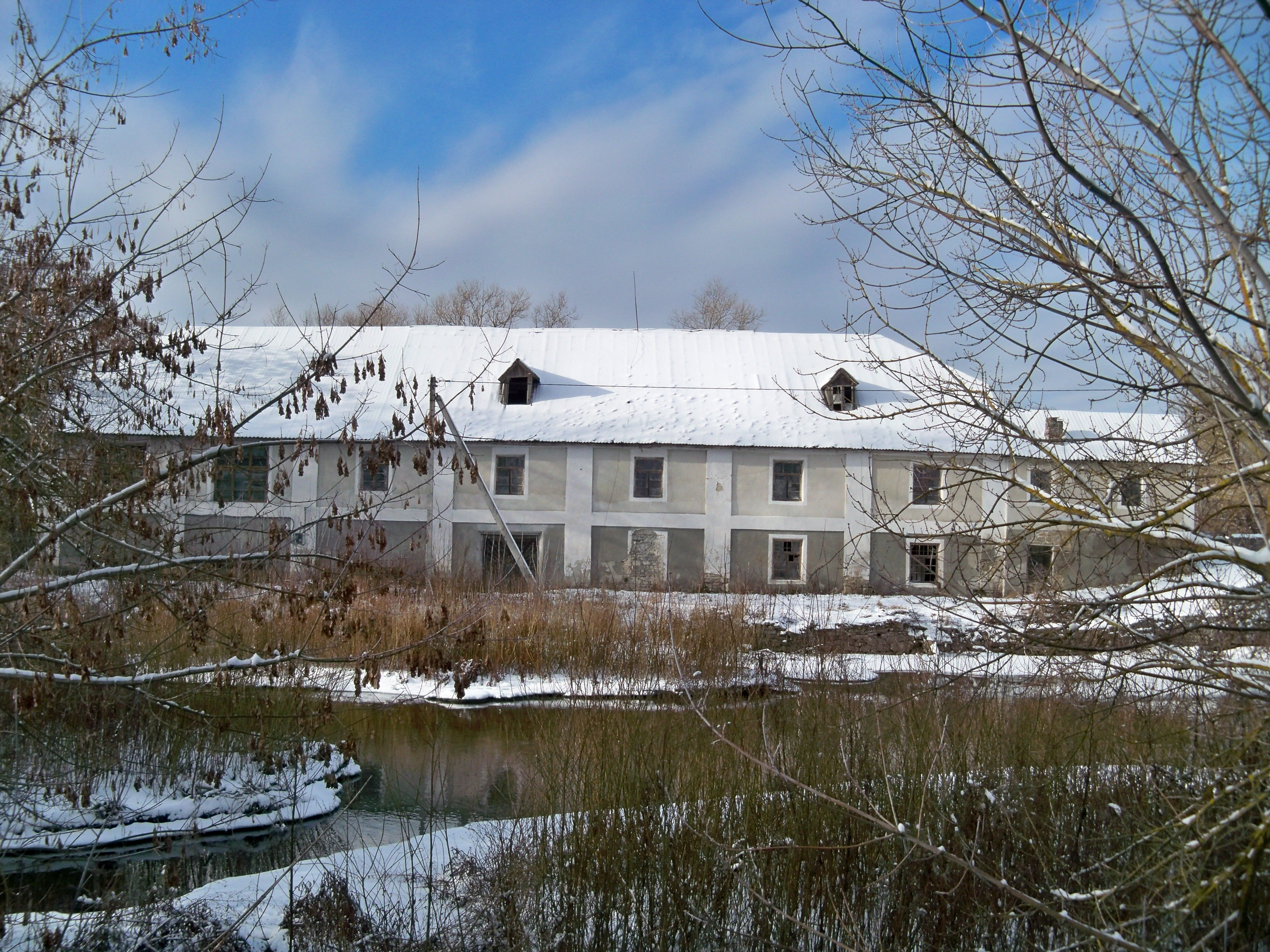
Вид на млин (січень 2016 року)
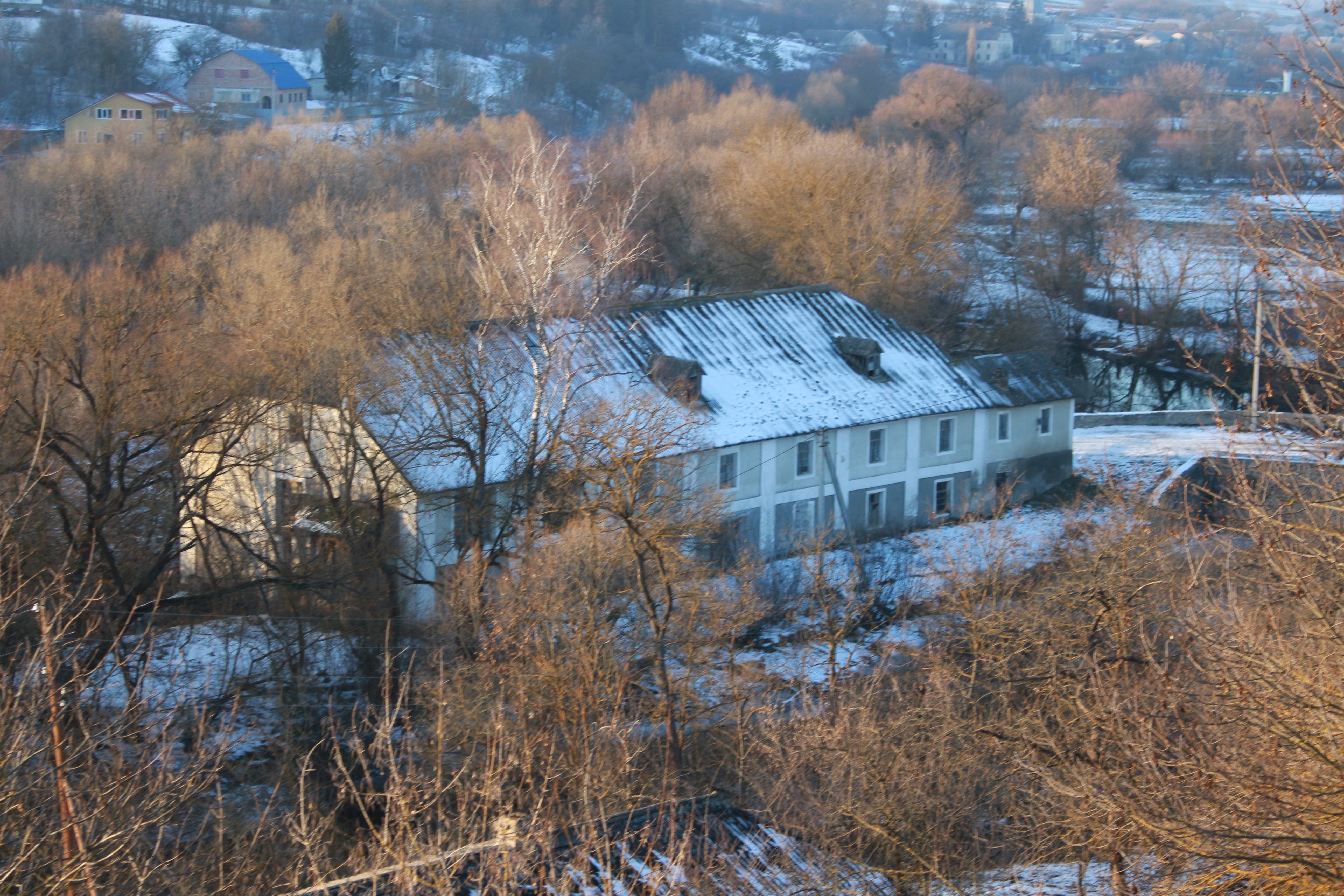
Вид на млин (грудень 2016 року)
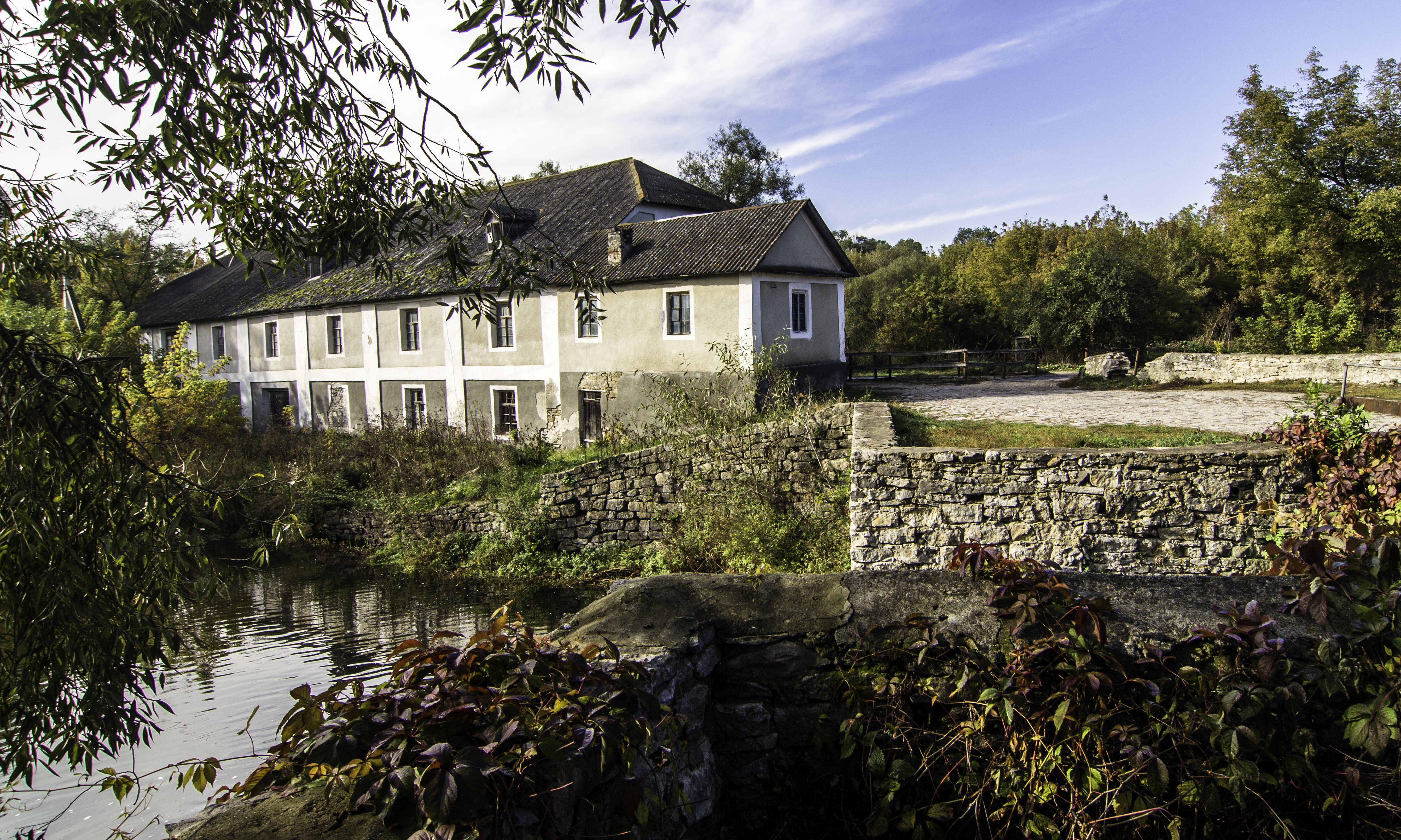
Вид на млин (жовтень 2017 року)

## Галерея

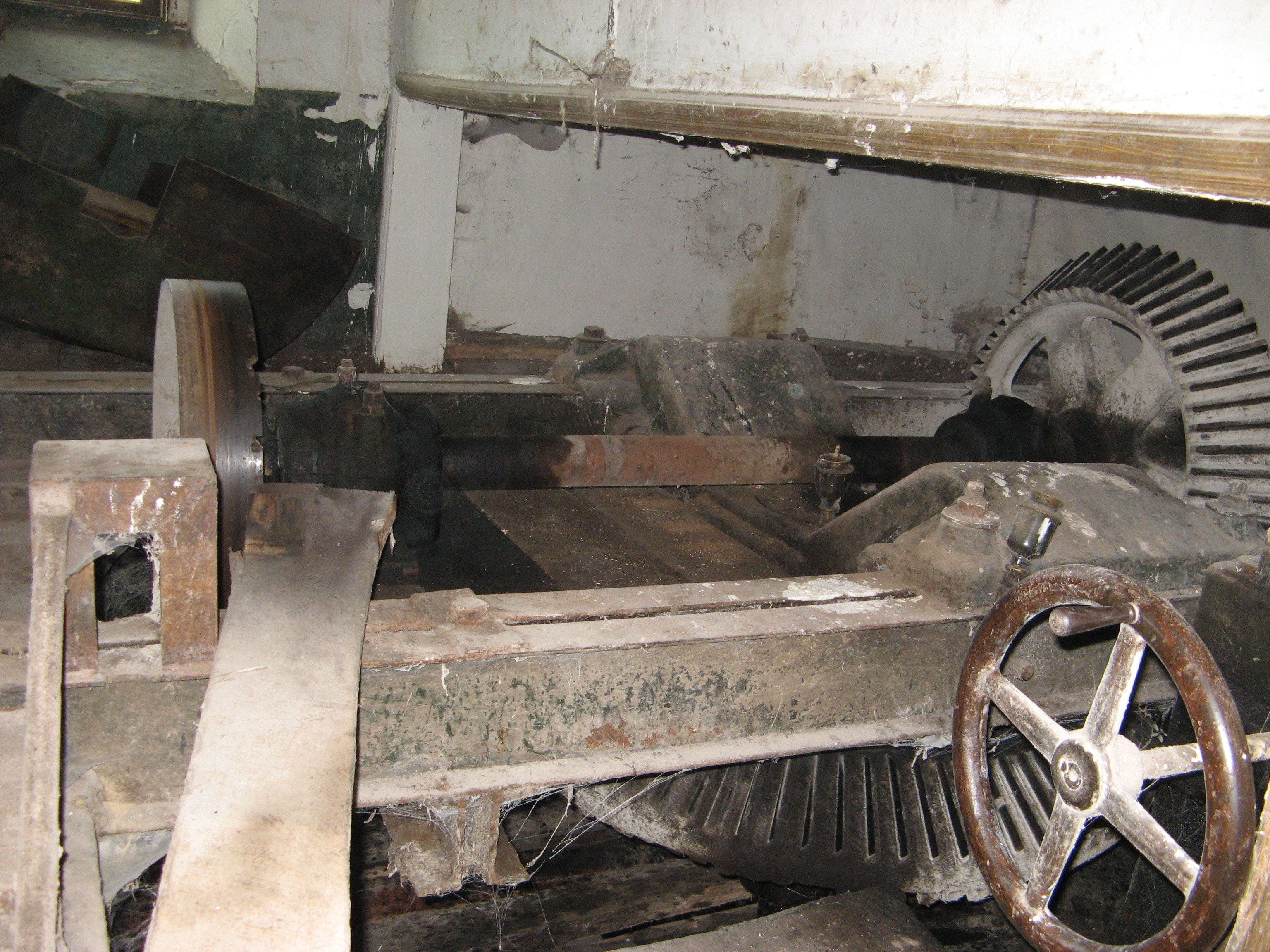
Механізми млина
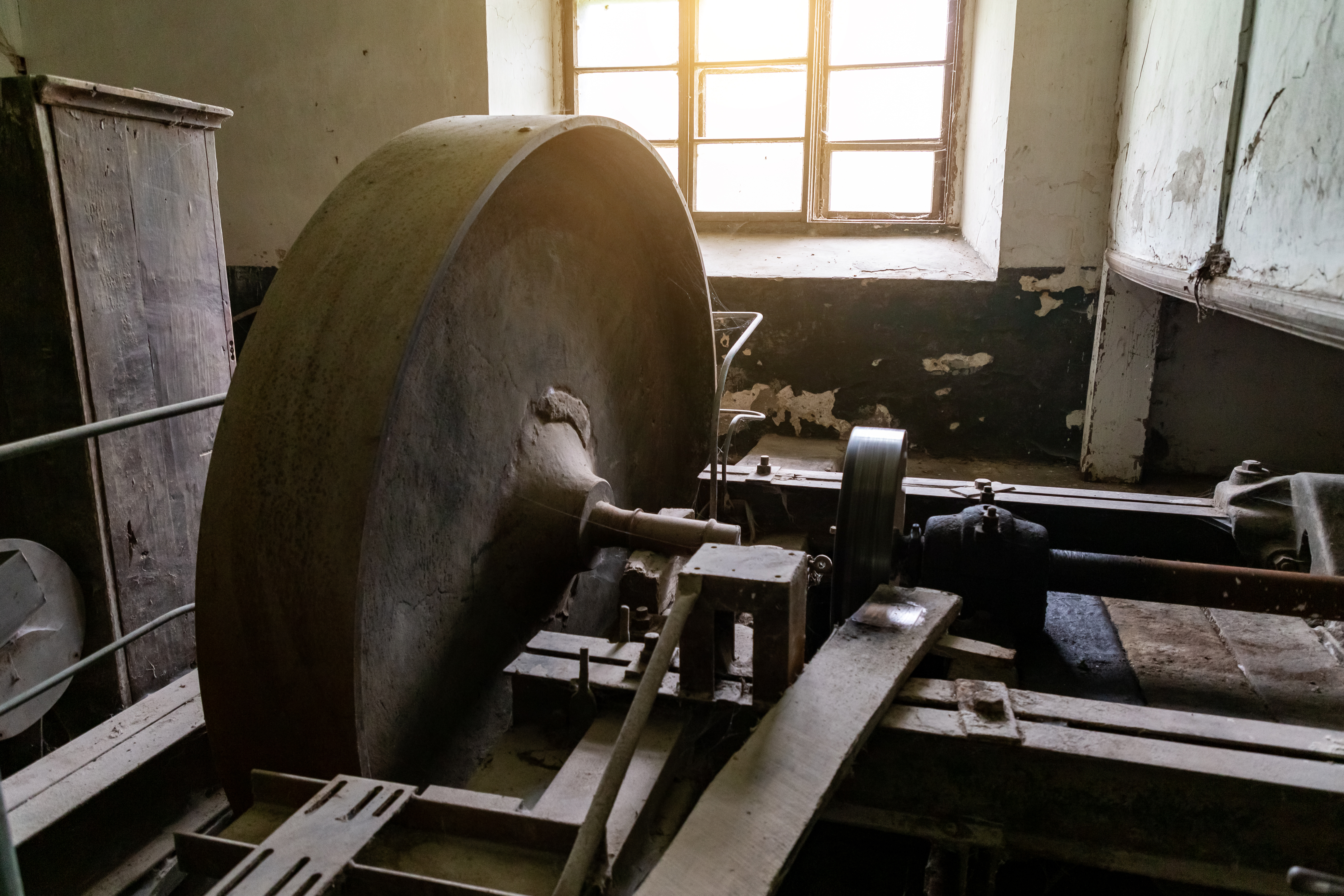
Один з механізмів
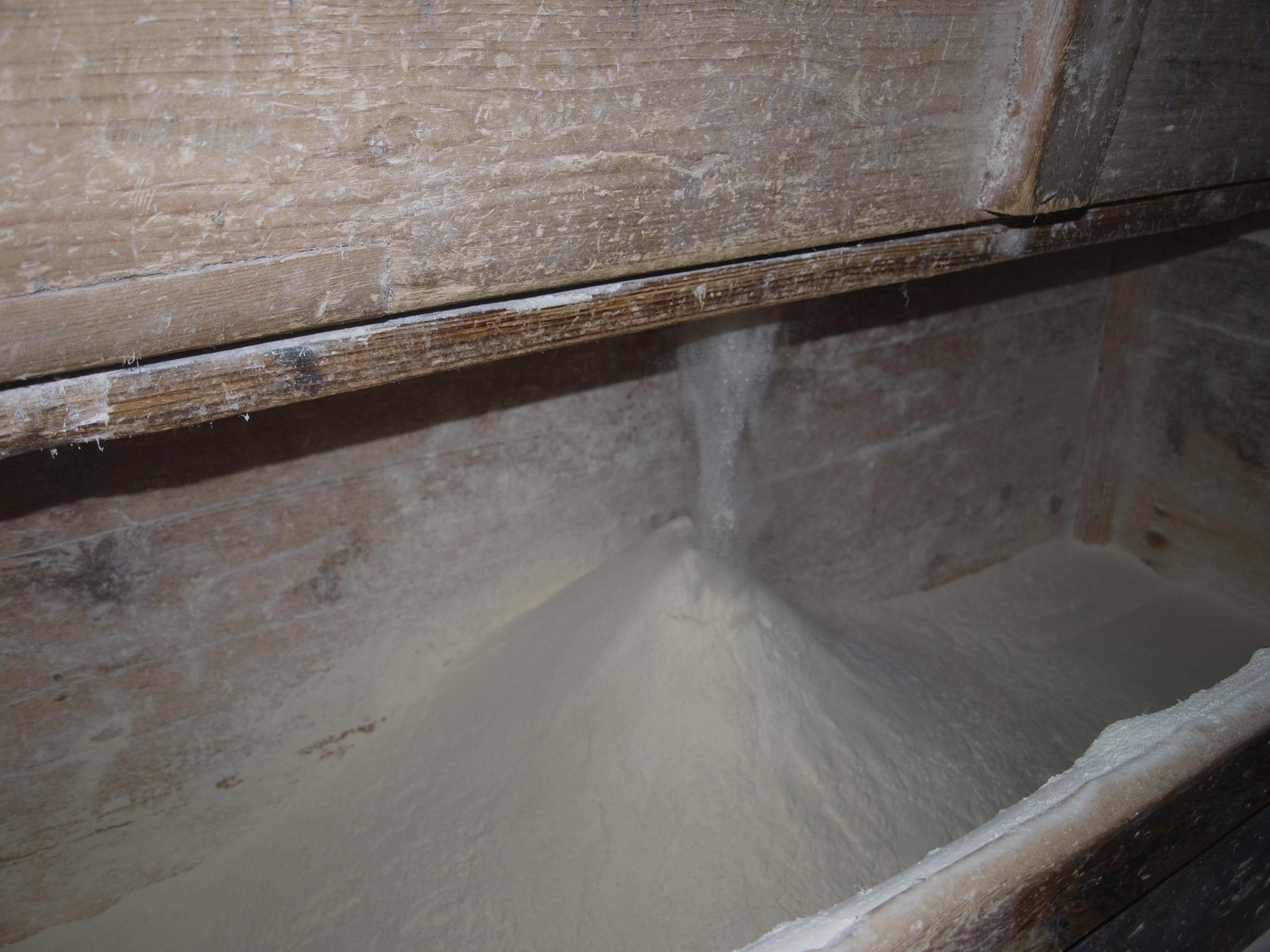
Борошно
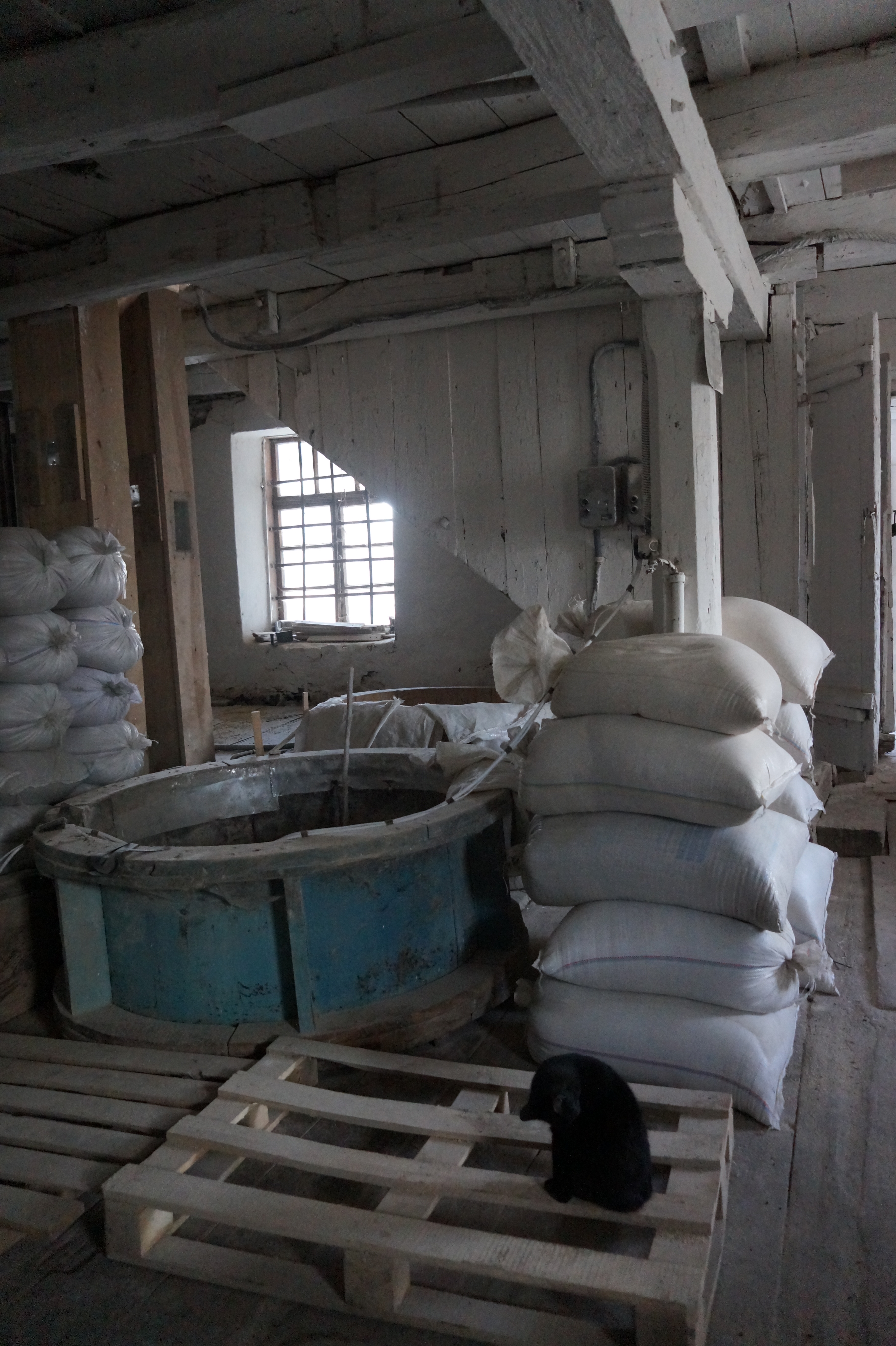
Мішки з борошном
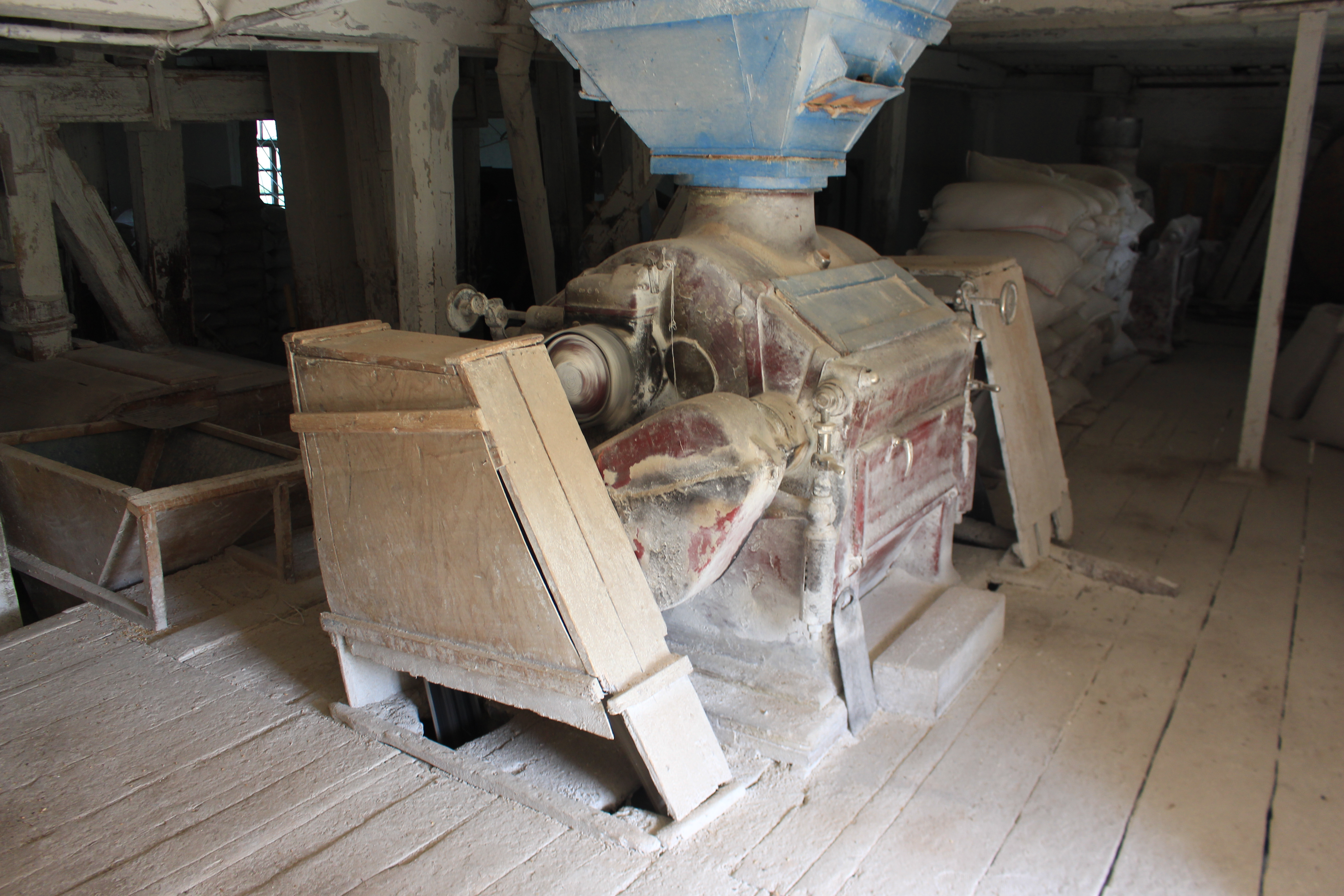
Один з механізмів
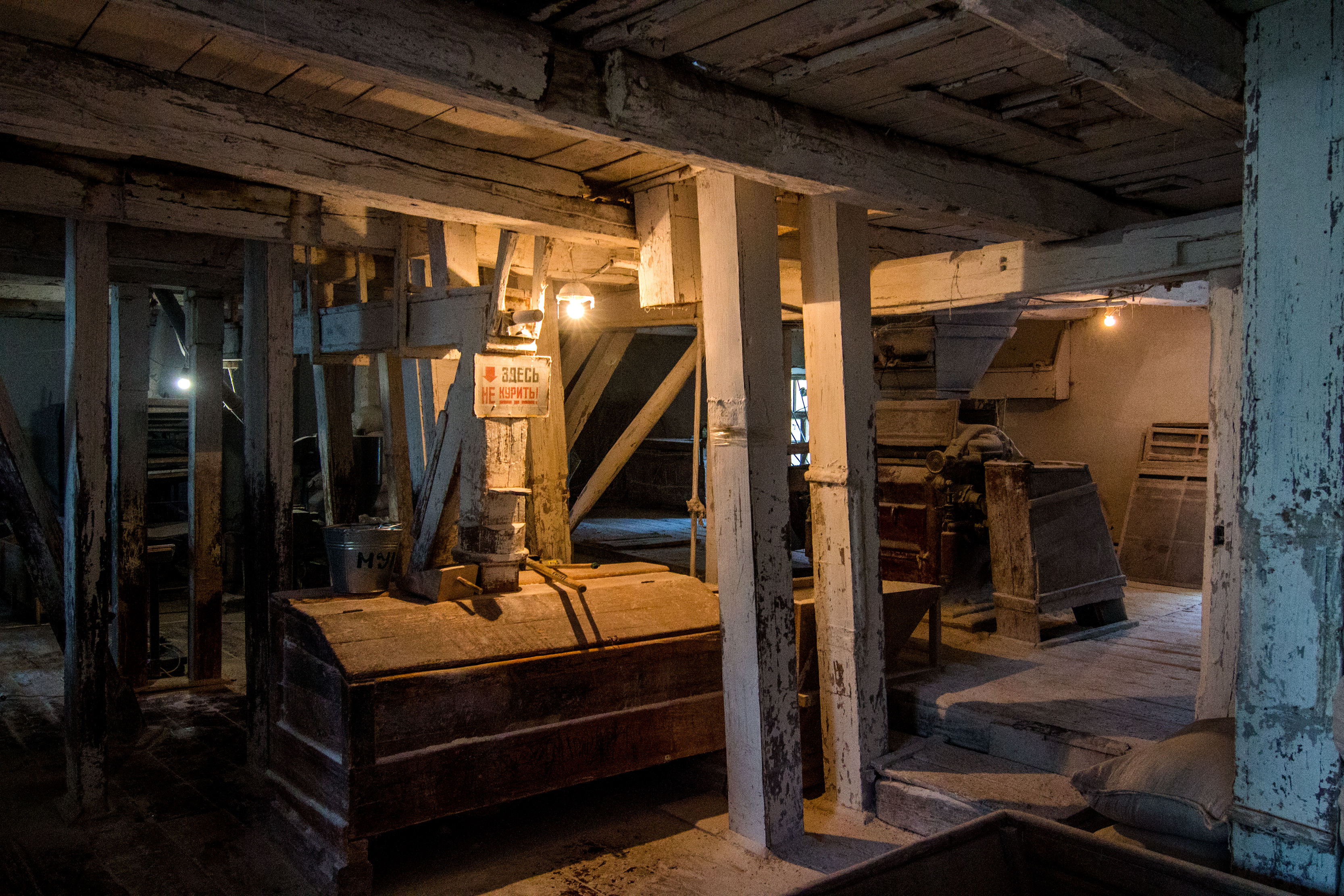
Всередині